# Бохотін
Бохотін (рум. Bohotin) — село у повіті Ясси в Румунії. Входить до складу комуни Редукенень.
Село розташоване на відстані 314 км на північний схід від Бухареста, 37 км на південний схід від Ясс.

## Населення
За даними перепису населення 2002 року у селі проживали 1392 особи, усі — румуни. Усі жителі села рідною мовою назвали румунську.